# Umaru Yar'Adua

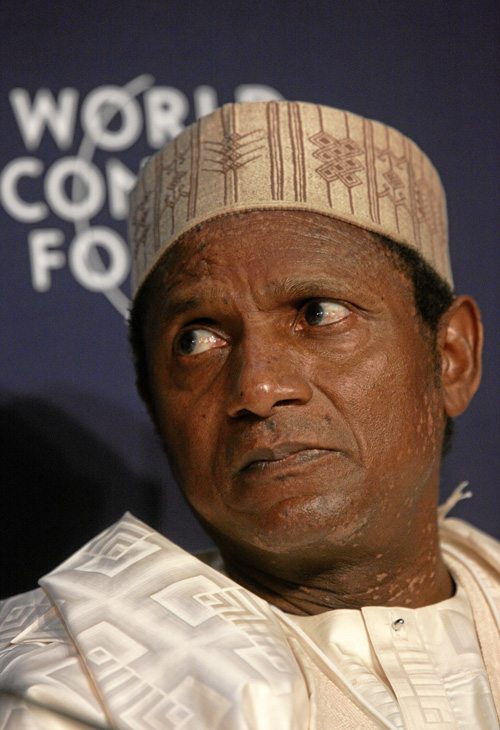
Umaru Yar'Adua

Umaru Musa Yar'Adua (n. 16 august 1951 - d. 5 mai 2010) cunoscut și sub numele de Alhaji Umaru Musa Yar'adua, a fost al 13-lea președinte al Nigeriei, în perioada 29 mai 2007 - 5 mai 2010.